# هادون ساندبلوم
هادون هوبارد «سانی» ساندبلوم (زاده ۲۲ ژوئن ۱۸۹۹ – درگذشته ۱۰ مارس ۱۹۷۶) یک هنرمند آمریکایی با تبار فنلاندی و سوئدی بود که بیشتر به خاطر تصاویر بابا نوئل که برای شرکت کوکاکولا خلق کرد، شناخته شد. دوست ساندبلوم، لو پرنتیس، مدل اصلی بابانوئل تصویرگر بود.